# Livistona saribus
Livistona saribus es una especie perteneciente a la familia de las palmeras (Arecaceae). Es originaria de Asia.

## Descripción
Es una palmera que tiene tallos que alcanza un tamaño de hasta 40 m de altura, y 65 cm de diámetro. Áspera con cicatrices de las hojas. Hojas palmadas; pecíolos de 1-2 m, de color verde a marrón, espinas curvadas a lo largo de los márgenes, más densas espinas proximales, menos distalales en pecíolos. Inflorescencias de 2,3 m, ramificadas en 3 órdenes, con 4-9 inflorescencias parciales; raquilas 15-45 cm, las flores nacen en racimos de 3-5, amarillentas, de 2 mm. Las frutas de color azul o azul-gris, globosas a elipsoides, de 2,5 x 2 cm.

## Distribución y hábitat
Se encuentra en las tierras bajas en selvas o bosques secos, a menudo en los hábitats inundados periódicamente, por debajo de 600-1100 metros en Cantón, Yunnan en China y en Borneo, Camboya, Indonesia (Java, Sumatra), Laos, Malasia (Peninsular), Filipinas, Tailandia y Vietnam.

## Usos
Las hojas se usan para techar y para la pesca, los frutos son consumidos localmente.

## Taxonomía
Livistona saribus fue descrita por (Lour.) Merr. ex A.Chev. y publicado en Bulletin Economique de l'Indochine 21(137): 501–502. 1919.
Etimología
Livistona: nombre genérico otorgado en honor de Patrick Murray, Barón Livingstone, quien construyó un jardín en su finca de Livingstone, al oeste de Edimburgo, Escocia, en la última parte del siglo XVII.
saribus: epíteto
Sinonimia
- Corypha saribus Lour.
- Livistona cochinchinensis (Blume) Mart.
- Livistona hasseltii (Hassk.) Hassk. ex Miq.
- Livistona hoogendorpii Teijsm. & Binn. ex Miq.
- Livistona hoogendorpii hort. ex André
- Livistona inaequisecta Becc.
- Livistona spectabilis Griff.
- Livistona tonkinensis Magalon
- Livistona vogamii Becc.
- Sabal hoogendorpii (Teijsm. & Binn. ex Miq.) L.H.Bailey
- Saribus cochinchinensis Blume
- Saribus hasseltii Hassk.
- Saribus hoogendorpii (Teijsm. & Binn. ex Miq.) Kuntze[5]